# Oratorio di Sant'Onofrio
L'oratorio di Sant'Onofrio si trova nel comune di Dicomano, nella città metropolitana di Firenze.

## Storia e descrizione
L'attuale edificio sacro neoclassico, all'inizio della strada verso Forlì, sorge presso il luogo di un'apparizione mariana avvenuta sulle rive del torrente Dicomano, nei cui pressi, sulla vicina strada, fu costruito probabilmente un tabernacolo. Intorno o presso di esso, nel 1480 venne costruito un ospedale per i pellegrini che attraversavano l'Appennino gestito da una compagnia, all'interno del quale, in una cappella dedicata a Sant'Onofrio, era custodita l'immagine miracolosa, detta poi, dalla collocazione, Madonna dello Spedale.
Nel 1785 la soppressione leopoldina delle Compagnie, tra le quali anche quella che gestiva l'ospedale, e l'esigenza di allargare la strada verso Forlì, costituirono una seria minaccia per l'ospedale che sarebbe stato distrutto. Pietro Delle Pozze, ricco notabile locale, consapevole del valore religioso del luogo, pensò di ricostruire l'oratorio già interno all'ospedale in una nuova posizione. Ottenuto il permesso dal Granduca Pietro Leopoldo, la progettazione e la realizzazione furono affidati all'architetto fiorentino Giuseppe del Rosso, avvenuta tra 1792 e 1795. Negli anni Sessanta l'oratorio, ancora proprietà dei Marchesi Bartolini Salimbeni Vivai, venne chiuso per problemi di stabilità legati anche ai terremoti succedutisi nel tempo e fu riaperto dopo i restauri realizzati tra 1989 e 1995.
Importante e raro esempio di architettura neoclassica in Toscana, l'edificio ripropone una tipologia rigorosamente antichizzante. La facciata presenta un pronao tetrastilo ionico, in pietra arenaria, esemplato su una fronte templare classica, con timpano ornato da due angeli reggiscudo. Dietro di esso la vera e propria costruzione lo supera in altezza.
L'interno, a pianta centrale, è concluso da una cupola su sedici colonne che presentano capitelli di stile corinzio. All'altare maggiore è custodita la venerata Madonna dello Spedale, che di fatto è una tavola duecentesca molto ridipinta. Sulla parete sinistra è la notevole Immacolata Concezione fra santi di Lorenzo Lippi, firmata e datata 1662, forse proveniente dalla cappella della vicina Villa Vivai del Lago e a lungo pala dell'altare maggiore del precedente oratorio. All'altare destro è invece un Miracolo di san Francesco Saverio attribuito a Giovan Camillo Ciabilli o, da altri, a Francesco Botti.